# Escut i bandera de Benicàssim
L'escut i la bandera de Benicàssim són els símbols representatius del municipi de Benicàssim, la Plana Alta, País Valencià.

## Escut heràldic
L'escut de Benicàssim té el següent blasonament:
| « | Escut ibèric, truncat i migpartit. Primer, d'or, quatre pals de gules. Segon, de sinople, un creixent d'or, sobremuntat d'una estrella del mateix metall. Tercer, d'atzur, la banda d'argent, acompanyada de dues àguiles, també d'argent. Al timbre, una corona reial oberta. | » |

## Bandera
La bandera oficial de Benicàssim té la següent descripció:
| « | Amb camp d'or, els pals de gules, carregats amb el blassó municipal en vigència, segons fou aprovat mitjançant Decret 1273/1976, de 7 de maig. | » |

## Història

Escut oficial entre 1976 i 1993.

L'escut fou autoritzat per Reial Decret 1273/1976 de 7 de maig, publicat en el BOE núm. 133 de 3 de juny de 1976. Posteriorment, es va modificar per Resolució de 7 de gener de 1993, del conseller d'Administració Pública, publicada en el DOGV núm. 1.957, de 4 de febrer de 1993. Aquesta modificació només afectà al timbre de l'escut i es canvià la corona tancada, castellana, per la corona reial oberta, tradicional del Regne de València.
Els quatre pals de les armes reials al·ludeixen als diversos períodes històrics en què Benicàssim va pertànyer a la Corona. La mitja lluna i l'estrella recorden els orígens musulmans de la vila, tal com demostra el topònim. A la tercera partició apareixen les armes dels Gombau, antics senyors de Benicàssim.